# Литл-Саскачеван
Литл-Саскачеван (англ. Little Saskatchewan River) — река в западной части канадской провинции Манитоба. Приток Ассинибойна. Длина — 185 километров. Бассейн реки имеет площадь порядка 4100 км².

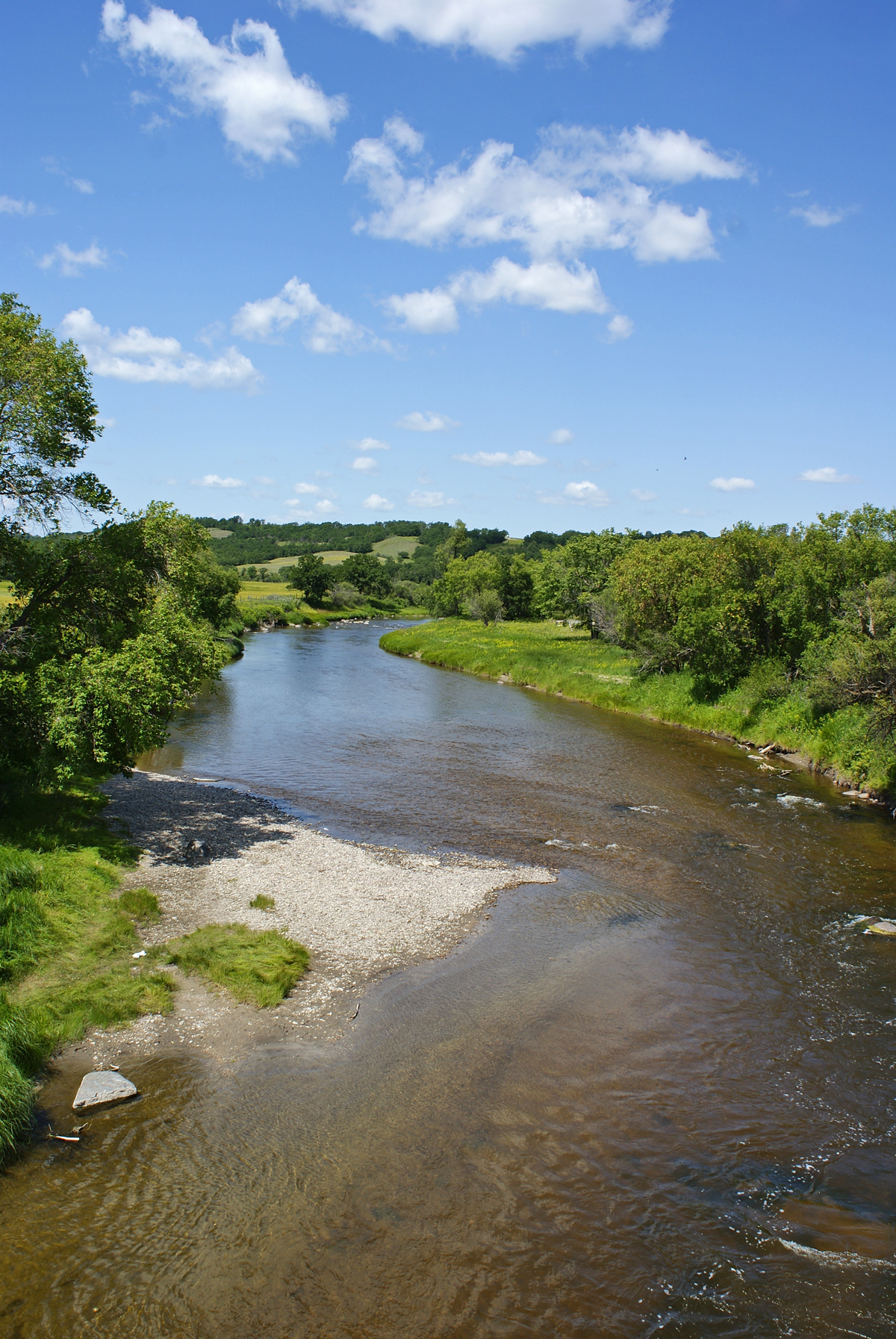
Литл-Саскачеван у устья

Берёт начало на территории национального парка Райдинг-Маунтин (англ. Riding Mountain National Park) из озера Уайтуотер и течёт около 105 километров на юг через общины Манитобы и город Рапид-Сити.
Примерно в 9,7 километра к западу от Брандона она впадает в реку Ассинибойн.
Бассейн реки включает многочисленные озёра и три водохранилища (Миннедоса, водохранилище Рапид-Сити и Уатопана). На территории бассейна проживает приблизительно 9480 человек, причём в течение лета в связи с коттеджными застройками популяция увеличивается. На этих землях выращивают главным образом пшеницу, масличные культуры и рапсовое масло.
В 1911 году географический совет Канады присвоил этому водотоку название «Река Миннедоса» (англ. Minnedosa River), но вернул изначальное название в 1978-м. Некоторые ранние поселенцы прибыли в эти места в период разлива реки, из-за чего ошибочно приняли её за главную реку — Саскачеван.
Наибольший дневной расход воды около города Риверс пришёлся на 14 апреля 1969 года и составил 105 м³/с. Средний объём годового стока составляет около 0,142 км³.